# Chiara Appendino
Chiara Appendino (Moncalieri, 12 de juny de 1984) és una economista i política italiana, que va ser alcaldessa de Torí (2016-2021). És membre del Moviment Cinc Estrelles, i des de desembre de 2023, vicepresidenta nacional. Vicepresidenta de la Federació Italiana de Tennis des de l'octubre de 2020.

## Biografia
Filla de Laura i Domenico Appendino, professora d'anglès i gerent industrial, respectivament, va assistir a l'escola secundària clàssica Vincenzo Gioberti, de Torí. Es va graduar en Economia i Gestió Internacional i s'especialitzà en economia i finances, a la Universitat Bocconi de Milà. Casada des del 2010 amb l'empresari de Torí Marco Lavatelli, té una filla i un fill.
De setembre de 2007 a gener de 2010 va treballar com a gerent de l'equip de futbol Juventus; des de l'1 de gener de 2010 treballà com a responsable d'administració, finances i control a l'empresa del seu marit.

## Trajectòria política
La primera participació política d'Appendino va ser en el partit Esquerra Ecologia Llibertat. El 2012 es va unir al naixent Moviment Cinc Estrelles. En les eleccions locals de Torí de 2011, Appendino va ser escollida regidora del Moviment Cinc Estrelles.
El 8 de novembre de 2015 va anunciar oficialment la seva candidatura a l'alcaldia de Torí en les eleccions locals de 2016. En la primera volta va rebre el 30,92% dels vots. El 19 de juny de 2016 va ser elegida oficialment alcaldessa de Torí, amb el 54,56% dels vots en la segona volta, derrotant l'alcalde en exercici, Piero Fassino.

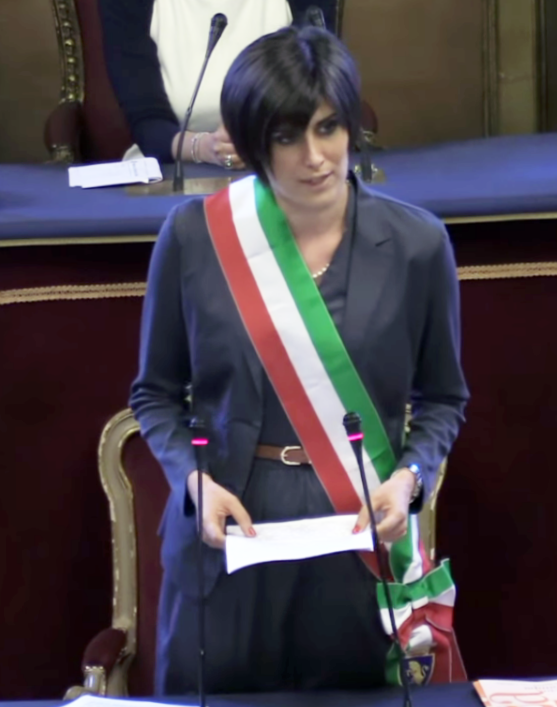
Chiara Appendino en el discurs de presa de possessió al municipi de Torí

A l'octubre de 2017, la Fiscalia de Torí va iniciar una investigació sobre Appendino per càrrecs de falsedat en un document públic en relació amb el pressupost de la Ciutat per a 2016. Al novembre de 2017 es va iniciar una altra recerca, per la falta de seguretat durant els incidents en la Piazza San Carlo on, el 3 de juny de 2017, una persona va morir i més de 1.500 van resultar ferides en una desbandada durant el partit final de la Lliga de Campions entre la Juventus i el Reial Madrid. Una de les persones ferides va quedar tetraplègica i finalment va morir el 25 de gener de 2019.
Al juny de 2019 es va iniciar una tercera recerca basada en especulaciones. Va ser declarada culpable de falsedat el 21 de setembre de 2020 i va rebre una sentència de suspensió de sis mesos. Malgrat això, no va renunciar segons el prescrit pel codi d'ètica del Moviment Cinc Estrelles, sinó que es va autosuspendre com a militant del seu partit. El 27 de gener de 2021 va ser condemnada a 18 mesos de presó per les seves responsabilitats durant l'estampida a Piazza San Carlo.
A les eleccions polítiques de 2022 fou escollida com a membre de la Cambra dels Diputats pel Moviment Cinc Estrelles a la circumscripció del Piemont. Al 2023 va ser escollida vicepresidenta nacional del Moviment, succeint-hi Alessandra Todde.
La seva carrera com a gestora esportiva es va reprendre l'agost de 2020, quan es va presentar oficialment al consell federal de la Federació Italiana de Tennis i en va sortir escollida. A l'octubre en va ser escollida vicepresidenta.